# هايدي رفعت
هايدي رفعت هي ممثلة مصرية من مواليد 21 مارس 1997.

## سيرتها
هي ممثلة مصرية مواليد عام 1997 في القاهرة، بدأت التمثيل في مسرح بيرم التونسي، وقدمت مسرحية يوم أن قتلوا الغناء ثم توجهت للتمثيل الكوميدي في مسلسل عائلة زيزو وانتقلت للتمثيل الدرامي في مسلسل خط ساخن ومسلسل فوق السحاب ومسلسل الشريط الأحمر.

## أعمالها
- حكيم باشا 2025
- ورا كل باب ج 2 2021
- المداح 2021 - سهيلة
- خط ساخن 2020
- سكن البنات :2020
- اتنين في الصندوق 2020 - (كريمة كرملة)
- جمع سالم 2020 - (يسرا)
- قوت القلوب 2 2020
- قوت القلوب 2020 - (فاتن)
- قمر هادي 2019 - (ولاء شاكر نور)
- مملكة الغجر 2019 -
- هوجان 2019 - بطة (فاطمة)
- الشريط الأحمر 2018 -
- فوق السحاب 2018 - (عائشة)
- عائلة زيزو 2017 - (ياسمين)
- يوم أن قتلوا الغناء 2017 - مسرحية (لوسيلا)

## وصلات خارجية
- هايدي رفعت على موقع IMDb (الإنجليزية)
- هايدي رفعت على موقع قاعدة بيانات الأفلام العربية